# Veronika Forejtová
Veronika Forejtová (* 23. ledna 1942, Ústí nad Labem) je česká herečka a dabérka. Působí v Národním divadle moravskoslezském v Ostravě a jejím manželem byl herec Zdeněk Forejt. 

## Život a kariéra
Narodila v Ústí nad Labem a od šesti let se věnovala baletu. Chodívala do baletního studia místního divadla, které vedl tehdejší šéf baletu Robert Judl. I přesto, že ji v šestnácti letech doporučil, aby kvůli jejímu nevhodnému typu těla pro balet dělala něco jiného, rozhodla se v tančení dále pokračovat a roku 1960 nastoupila do Horáckého divadla v Jihlavě jako tanečnice. I když po maturitě na gymnáziu začala studovat dějiny umění na Univerzitě Karlovy, rozhodla se studium předčasně ukončit a vrátit se zpět k divadlu. Během toho, co kvůli úrazu přestala s tančením, hledal v tu chvíli Čestmír Kovář, ředitel divadla v Klatovech, mladé herečky. V tomto divadle byla v angažmá od roku 1961 a právě zde se seznámila se svým budoucím manželem Zdeňkem Forejtem.
Společně se Zdeňkem Forejtem byli následně v angažmá v různých divadel vždy spolu. Po ukončení provozu Západočeského divadla v Klatovech odešli do Těšínského divadla. Kvůli těhotenství ale načas přestala s účinkování v divadlech a až po čtyřech letech se vrátila zpět k herectvím, a to v Divadle Vítězslava Nezvala v Karlových Varech. Poté byli angažování opět v Těšínském divadle a Horáckém divadle v Jihlavě a nakonec Slezském divadle Opava. Než se v roce 1991 stala členkou činohry Národního divadla moravskoslezského v Ostravě, byla v krátkém angažmá v Divadle Petra Bezruče v témže městě. 
Během působení v činohře NDM ztvárnila více než sto padesát rolí. Byly to například Claire Zachanassisová v Návštěvě staré dámy, slečna Schneiderová v Cabaretu, Paní Cowperová v Habaďúře, Žaneta Sommerová v DONAHA! (Hole dupy), Babička, jeho matka v Odcházení, Poncia v inscenaci Dům Bernardy Alby, nebo role Gertrudy v Hamletovi. 
S herectvím a angažmem v Národním divadle moravskoslezském se rozloučila v roce 2016 v podobě monografie Byla vždycky svá, kterou napsala Alena Miková. V divadle už jen externě hostovala.
Byla dvakrát nominována na Cenu Thálie. Nejprve za rok 1994 za roli Rosemary Sydneyové v inscenaci Piknik a podruhé byla v širší nominaci za Paní Smrti v Taboriho hře Můj boj (Mein Kampf). Cenu Thálie obdržela až v roce 2022, a to za celoživotní mistrovství v oboru činohra.

## Filmografie
| Rok  | Název                                           | Role                   | Poznámky                                            |
| ---- | ----------------------------------------------- | ---------------------- | --------------------------------------------------- |
| 1979 | Tybys                                           |                        | televizní seriál, díl: „Frgále“                     |
| 1980 | Postel s nebesy                                 |                        | TV film                                             |
| 1983 | Stříbrný smrček                                 | Zítková                | TV film                                             |
| 1988 | Advokát ex offo                                 |                        | TV minisérie                                        |
| 1989 | Čarodějův učeň                                  | matka Lucie            | TV film                                             |
| 1989 | Mimořádný případ                                | pacientka – profesorka | TV film                                             |
| 1991 | Bude-li mi jíti přes údolí stínu smrti...       | Cyrillová              | TV film                                             |
| 1991 | Digitální čas                                   |                        | TV film                                             |
| 1991 | Erotický triptych                               |                        | TV film                                             |
| 1995 | Zlatník Ondra                                   | statkářka              |                                                     |
| 1996 | O králi, hvězdáři, kejklíři a třech muzikantech | babka                  |                                                     |
| 1997 | Arrowsmith                                      | Gottliebová            | televizní seriál                                    |
| 1997 | Konto separato                                  | Göblová                |                                                     |
| 1998 | Cestující bez zavazadel                         |                        | TV film                                             |
| 1998 | Císař a tambor                                  | komorná Veronika       | televizní seriál                                    |
| 1999 | Bakaláři 1999                                   | paní se psem           | TV cyklus                                           |
| 1999 | Spirála nenávisti                               | Páleníkova matka       |                                                     |
| 2003 | O Ječmínkovi                                    | Vařéková               |                                                     |
| 2005 | Každý den karneval                              | Jiříčkova sekretářka   |                                                     |
| 2005 | Strážce duší                                    | Weinerová              | televizní seriál                                    |
| 2008 | Hlídač č. 47                                    | Mařánková              |                                                     |
| 2009 | Nespavost                                       | věštkyně               |                                                     |
| 2019 | Strážmistr Topinka                              |                        | televizní seriál, díl: „Zločin na tanečním parketu“ |